# Custom77
Custom77 est un fabricant français de guitares électriques actif à Lyon depuis 2007.

## Histoire
La marque est créée à Lyon en 2007 par deux amis musiciens et se focalise au départ sur la fabrication de répliques d’instruments de marques américaines comme Gibson et Fender, sous des noms inspirés de chansons punk (London's Burning, China Girl, etc.). La particularité de la marque tient à son mode de distribution exclusivement limité à la vente en direct par l’intermédiaire de leur site web, une nouveauté en France à l'époque. La production est assurée en Corée et les guitares sont réglées dans l’atelier lyonnais avant envoi au client final.
L'année suivante, de nouveaux modèles aux formes originales apparaissent,.
Le catalogue s’élargit aux batteries, pédales d'effets et divers accessoires ; mais ces autres produits ne rencontrent pas le succès escompté et la société se recentre finalement sur les guitares. Enfin, la marque Third Eye Guitars se tourne vers les musiciens de metal avec ses modèles baryton et 7 cordes.
En 2014, le référencement par Amazon permet à Custom77 de s'ouvrir à l'international, et notamment aux États-Unis, après avoir exposé au NAMM de Los Angeles.
Cependant, le problème du financement devient crucial. La banque refuse d'accorder un crédit de 50 000 €, ce qui scelle le destin de la marque. En raison des difficultés structurelles et du rétrécissement du marché mondial de la guitare, la société dépose le bilan en 2016. Cependant, la marque redémarre une activité commerciale en 2017 et les deux fondateurs ont également monté une structure de formation destinée aux techniciens guitare.

## Artistes liés à la marque
- Lee Ranaldo (Sonic Youth)
- Rachel Goswell (Slowdive)[11]

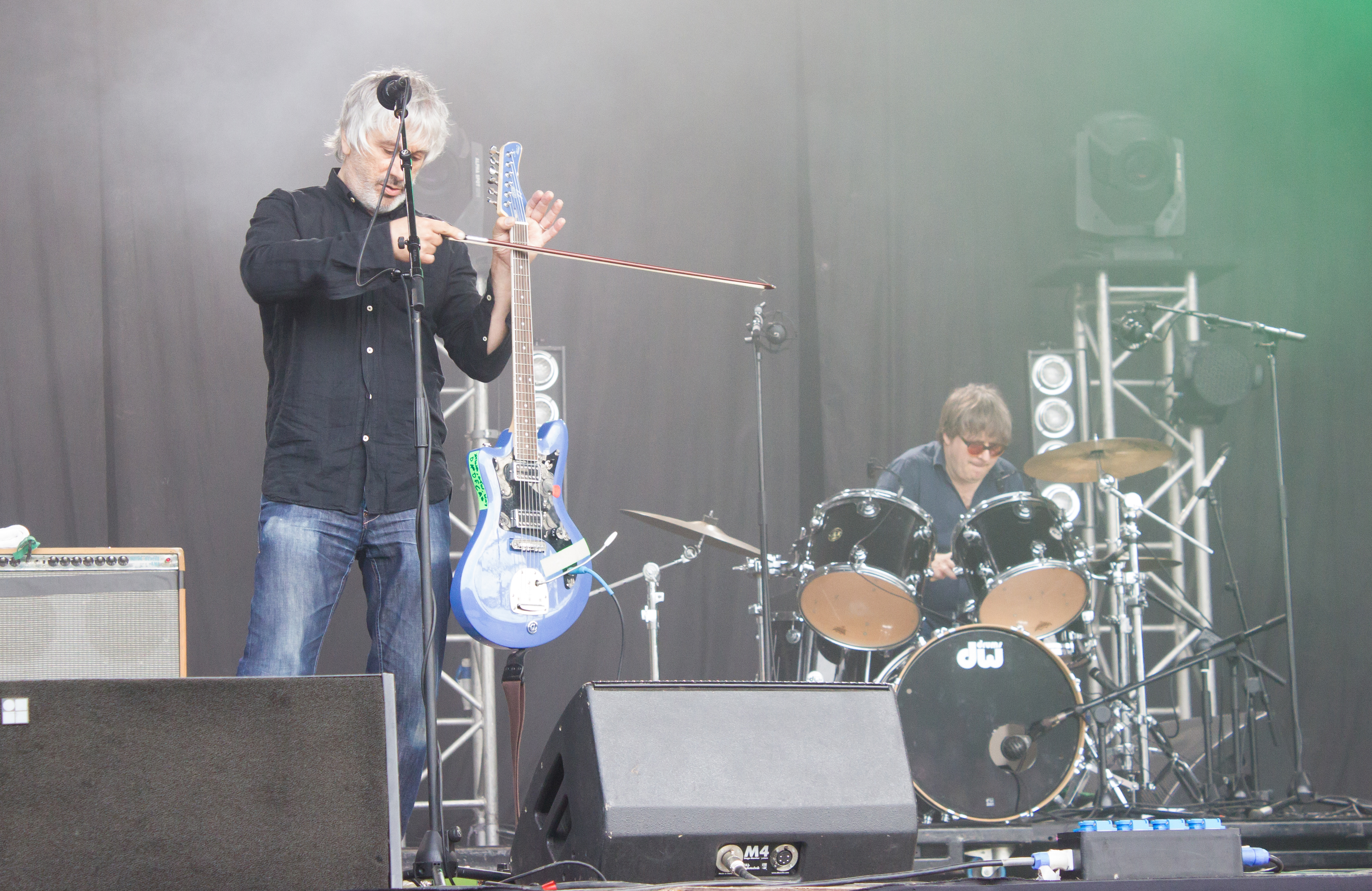
Lee Ranaldo sur une Custom77 T-Sonic, Festival Primavera de Porto, 2014

- Justin Lockey (Editors, Minor Victories)
- Olugbenga Adelekan (Metronomy)
- Didier Wampas
- Dylan Carlson (Earth)
- Spagg (Le Peuple de l'herbe)